# Андрущино

Андрущино (укр. Андрущине) — село,
Ракитянский сельский совет,
Великобагачанский район,
Полтавская область,
Украина.
Код КОАТУУ — 5320284702. Население по переписи 2001 года составляло 13 человек.

## Географическое положение
Село Андрущино примыкает к селу Кравченки, на расстоянии в 0,5 км расположено село Говоры.
Рядом с селом протекает пересыхающий ручей с запрудой.